# Ван Бредероде, Ланселот
Ланселот ван Бредероде (нидерл. Lancelot von Brederode; ? — 20 июля 1573, Схотен) — нидерландский военный деятель, участник Нидерландской революции, вице-адмирал морских гёзов и капитаном армии Людвига Нассау-Дилленбургского.

## Биография
Ланселот был внебрачным сыном Рейнольдса III ван Бредероде, сюзерена Вианена, потомственного бургграфа Утрехт. «Большой гёз», граф Хендрик ван Бредероде был его сводным братом.

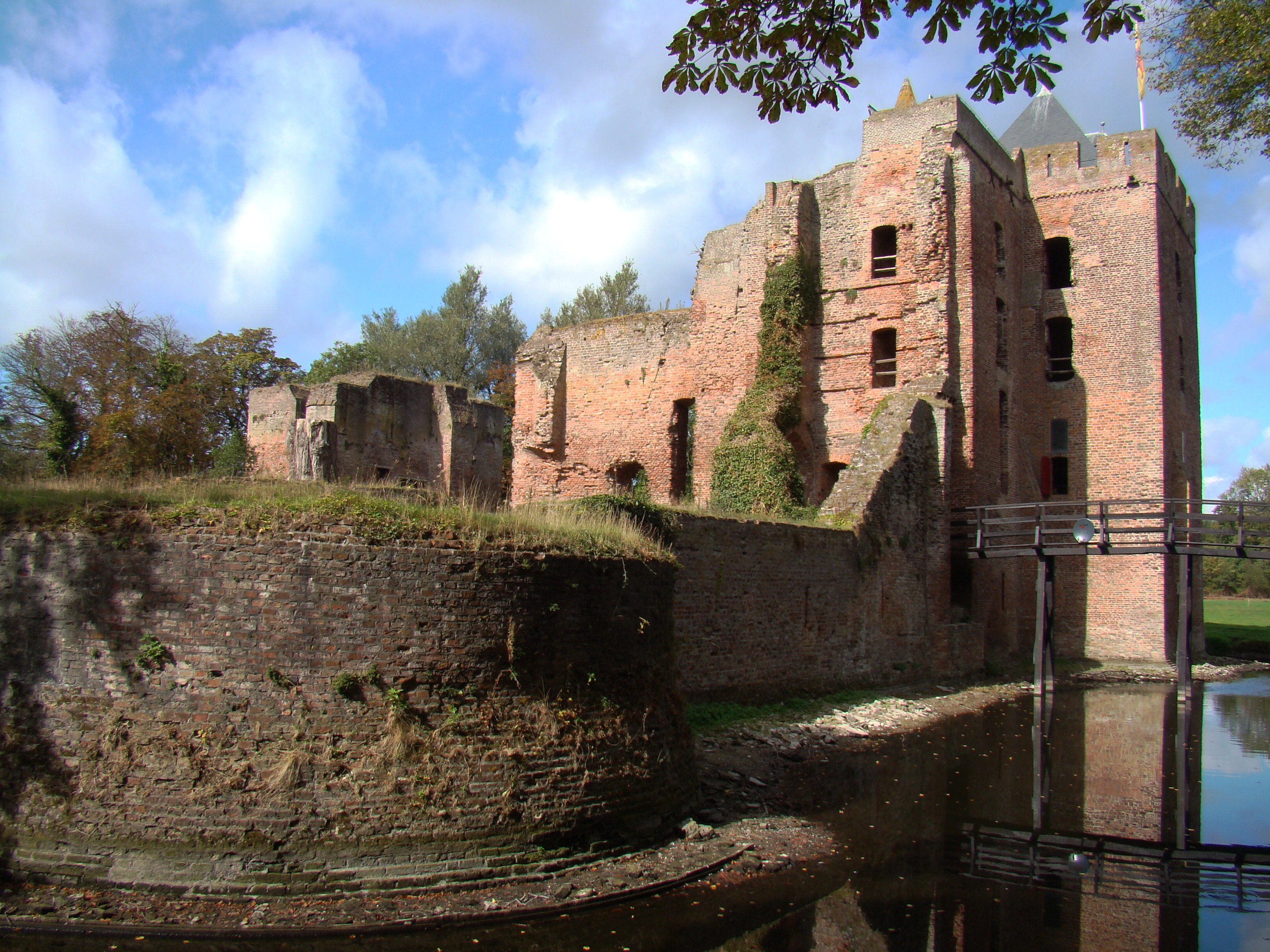
Руина замка Бредероде

Участвовал в Компромиссе дворян в 1566 году.
Л. ван Бредероде бежал из Голландии в 1567 году, чтобы служить морским офицером у Людвига Нассау-Дилленбургского. Он руководил обороной города Харлем, который был окружен испанскими войсками. После сдачи Харлема испанцам Ланселот ван Бредероде был схвачен и обезглавлен, а его замок Бредероде разрушен. Руины замка были сохранены как национальный памятник и частично восстановлены в XIX веке.